# Електропривід
Електропри́від, або електропри́вод — це електромеханічна система для надання руху із заданими параметрами виконавчим механізмам робочих машин в цілях здійснення їх функцій. Пропонується також порівняно "молодий" термін— електроурухомник. 
Сучасний електропривід — це сукупність електродвигуна, який є джерелом механічної енергії, апаратури керування і захисту, а також механічної, гідравлічної або електричної передачі. Електроприводи є основними споживачами електричної енергії (до 60 %) і головним джерелом механічної енергії в промисловості.
Найефективнішим способом економії енергії на всіх виробництвах, де потрібне регулювання продуктивності механізмів на базі електродвигунів змінного струму є застосування регульованого електропривода змінного струму. Впровадження такого електропривода на механізмах з квадратичним навантаженням (насосів, вентиляторів, повітродувок) дозволяє відмовитися від дроселювання і досягти економії електроенергії в 30-70 %.

## Види електроприводів
- Нерегульовані, прості, призначені для пуску і зупинки двигуна, що працюють в одношвидкісному режимі.
- Регульовані, призначені для регулювання частоти обертання і керування пуском і гальмуванням електродвигуна для заданого технологічного процесу.
  - Неавтоматизовані
  - Автоматизовані і Автоматичні

За кількістю та зв'язком виконавчих, робочих органів:
- Індивідуальний, у якому робочий виконавчий орган приводиться у рух одним самостійним двигуном.
- Груповий, у якому один двигун приводить у дію виконавчі органи робочих машин (РМ) або кілька органів однієї РМ (приклади - Насосні кірати або Привод бурової установки).
- Взаємопов'язаний, в якому два або кілька електромеханічних перетворювачів (ЕМП)[5] або ЕП електрично або механічно пов'язані між собою з метою підтримки заданого співвідношення або рівності швидкостей, навантажень, або положення виконавчих органів РМ.
- Багаторуховий, в якому взаємопов'язані ЕП, ЕМП забезпечують роботу складного механізму або роботу на загальний вал.
- Електричний вал, взаємопов'язаний ЕП, в якому для сталості швидкостей РМ, що не мають механічних зв'язків, використовується електричний зв'язок двох або кількох ЕМП.

За типом управління (керування) та завданням керування:
- Автоматичний ЕП, керований шляхом автоматичного регулювання параметрів та величин.
- Програмно-керований ЕП, що функціонує за допомогою спеціалізованої керуючої обчислювальної машини відповідно до заданої програми.
- Слідкуючий ЕП, автоматично відпрацьовує переміщення виконавчого органу РМ із заданою точністю відповідно до довільно змінюваного сигналу управління.
- Позиційний ЕП, що автоматично регулює положення виконавчого органу РМ.
- Адаптивний ЕП, що автоматично обирає структуру або параметри пристрою управління з метою встановлення оптимального режиму роботи.

За характером руху:
- ЕП з обертальним рухом.
- Лінійний ЕП з лінійними двигунами.
- Дискретний ЕП з ЕМП, рухомі частини якого в режимі, що встановся, перебувають у стані дискретного руху.

За наявністю та характером передавального пристрою:
- Редукторний ЕП з редуктором чи мультиплікатором.
- Електрогідравлічний з передавальним гідравлічним пристроєм.
- Магнітогідродинамічний ЕП з перетворенням електричної енергії в енергію руху струмопровідної рідини.

За родом струму:
- Змінного струму.
- Постійного струму.

За ступенем важливості виконуваних операцій:
- Головний ЕП, що забезпечує головний рух або головну операцію (у багаторухових ЕП).
- Допоміжний ЕП.
- Привід передач.

Автоматизовані електроприводи поділяються ще на дві підгрупи — розімкнені та замкнуті. Робота розімкнутого приводу у тому, що це зовнішні збурення (для електричних приводів найхарактернішим є момент навантаження) впливають на вихідну змінну електричного приводу, як приклад — на його швидкість обертання. Іншими словами, розімкнений електричний привід не ізольований від впливу зовнішніх збурень, всі зміни яких відбиваються на його робочих показниках. У розімкнутому приводі з цієї причини не може забезпечити високий рівень якості регулювання змінних, хоча даний привід відрізняється простою схемою.
Основною відмінністю замкнутих електричних приводів є їхнє загальне або локальне видалення впливів зовнішніх збурень на керовану змінну електричного приводу. Як приклад можна навести той факт, що швидкість таких електричних приводів може залишатися практично незмінною при можливих коливаннях моменту навантаження. У силу цієї обставини замкнутий привід забезпечує більш якісне управління рухом виконавчих органів, хоча його схеми є складнішими і потребують, найчастіше, застосування систем автоматичного керування.

## Підбір електродвигуна
Якість роботи сучасного електропривода багато в чому визначається правильним вибором використовуваного електричного двигуна, що у свою чергу забезпечує тривалу надійну роботу електропривода і високу ефективність технологічних і виробничих процесів в промисловості, на транспорті, в будівництві і іншому.
При виборі електричного двигуна для привода виробничого механізму керуються такими рекомендаціями:
- Виходячи з технологічних вимог, проводять вибір електричного двигуна по його технічних характеристиках (по роду струму, номінальній напрузі і потужності, частоті обертання, виду механічної характеристики, перевантажувальній здатності, пусковою, регулювальною і гальмівною властивостями ін.), а також конструктивного виконання двигуна за способом монтажу і кріплення.
- Виходячи з економічних міркувань, вибирають найбільш простий, економічний і надійний в експлуатації двигун, що не вимагає високих експлуатаційних витрат і що має найменші габарити, масу і вартість.
- Виходячи з умов навколишнього середовища, в яких працюватиме двигун, а також з вимог безпеки роботи у вибухонебезпечному середовищі, вибирають конструктивного виконання двигуна за способом захисту.

Правильний вибір типу, виконань і потужностей електричного двигуна визначає не тільки безпеку, надійність і економічність роботи і тривалість терміну служби двигуна, але в цілому техніко-економічні показники всього електроприводу.

## Частотний електропривід
Застосування частотного регулювання дозволяє значно збільшити ефективність роботи за рахунок оптимізації роботи насосів в режимі неповної продуктивності (що має місце при роботі циркуляційних, підкачувальних тощо насосів). Частотне регулювання плавно змінює продуктивність та запобігає виникненню гідроударів, що підвищує ресурс і надійність роботи як самої насосної станції, так і трубопроводів та арматури. При наявності в насосній станції декількох робочих насосів застосовується каскадно-частотне регулювання. Застосування даного виду регулювання в автоматизованих НС дозволяє знизити споживання електроенергії до 50 %.

## Допоміжний привід
Допоміжний привод складається з електродвигуна і редуктора, вмонтовується на спеціальній рамі з боку протилежного головному електродвигуна. Редуктор допоміжного привода прицентровується до редуктора головного привода і з'єднується з ним за допомогою кулачкової муфти. Величини допусків радіальних зсувів і перекосів валів вказані в паспорті допоміжного редуктора.
Електродвигун і редуктор допоміжного приводу з'єднується пружною втулково-пальцьовою муфтою. При збірці і установці приводу необхідно перевірити роботу механізму включення кулачкової муфти.